# Rio Omi Oxum
Rio Omi Oxum (em iorubá: Omi-Ọṣun) é um rio da Iorubalândia, no sudoeste da Nigéria, situado no estado de Oxum. É um dos principais afluentes do rio Oxum.